# Roztwór właściwy
Roztwór właściwy – roztwór, w którym cząstki substancji rozpuszczonej mają rozmiary mniejsze od 1 nm (10−9 m).
Pojęcie to zostało wprowadzone, aby rozróżnić "prawdziwe" roztwory od roztworów koloidalnych (takich jak zoli, emulsji, pian itp). Jeśli w roztworze nie występują cząstki większe niż 1 nm, to zazwyczaj świadczy to o tym, że mają one rozmiary zbliżone do pojedynczych cząsteczek danego związku chemicznego.
Definicja ta jest poprawna dla związków chemicznych o niezbyt dużej masie cząsteczkowej. W przypadku polimerów mówi się o występowaniu roztworów właściwych w przypadku, gdy w mieszaninie pojedyncze cząsteczki polimeru są od siebie dobrze odseparowane, tworząc tzw. kłębki statystyczne. Przy bardzo dużej masie cząsteczkowej kłębki te mogą mieć rozmiary znacznie większe niż nanometr.